# Lady Barbara
Pour plus de détails, voir Fiche technique et Distribution.
Lady Barbara est  un film italien réalisé par Mario Amendola et sorti en 1970.

## Fiche technique
- Réalisation : Mario Amendola
- Scénario : Mario Amendola et Bruno Corbucci
- Musique : E. Guycen
- Photographie : Fausto Rossi
- Montage : Sergio Muzzi
- Production : Bruno Turchetto
- Société de production : Euro Explorer 58
- Lieux de tournage : Tivoli, Rome
- Pays de production :  Italie
- Genre : Comédie et film musical
- Durée : 110 minutes
- Date de sortie : 
  - Italie : 16 octobre 1970

## Distribution
- Renato Brioschi : Renato Raimondi
- Paola Tedesco : Barbara
- Carlo Delle Piane : Gianfranco Pagnotta
- Franca Dominici : Lady Mary
- Pietro De Vico : Bagnasco
- Rosita Torosh : Leda
- Gianfranco D'Angelo : Fogarone
- Paolo Bonacelli : Edward